# Лукницкий, Павел Николаевич
Павел Николаевич Лукницкий (29 сентября [12 октября] 1902, Санкт-Петербург — 22 июня 1973, Москва) — русский советский прозаик, поэт, журналист, собиратель материалов об Анне Ахматовой и Николае Гумилёве. Заслуженный работник культуры Таджикской ССР (1970).

## Биография
Родился в семье военного инженера. Отец — Николай Николаевич Лукницкий (1876—1951), инженер-генерал-майор, в советское время — преподаватель Военно-инженерной академии РККА, затем — Высшего инженерно-технического училища, активный участник строительства ряда крупнейших гидроэнергетических объектов в СССР, член-корреспондент Академии архитектуры. Мать — Евгения Павловна, урождённая Бобровская (1879—1940), дочь военного историка, генерала и сенатора П. О. Бобровского, художник по фарфору, одна из первых женщин-автомобилисток в Петербурге.
Павел Лукницкий учился в Ленинградском институте живого слова (1922—1924), окончил литературно-художественное отделение факультета общественных наук ЛГУ (1925).
Писать стихи начал с 1922 года, первый поэтический сборник выпустил в 1927 г. В ранней лирике ощутимо влияние акмеизма, верность которому Лукницкий сохранял всю жизнь.
В 1924—1929 гг. входил в ближайший круг друзей Анны Ахматовой и был её доверенным лицом, в этот период почти ежедневно вёл дневник, описывал жизнь и окружение поэтессы. В дальнейшем эти записи легли в основу книги «Акумиана — встречи с Анной Ахматовой», изданной лишь в 1990-е годы.

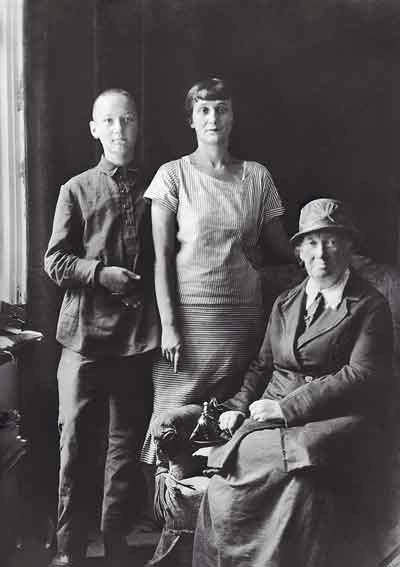
Анна Ахматова с сыном и свекровью, середина 1920-х годов

При содействии Ахматовой написал курсовую работу «Труды и дни Николая Гумилёва» (1925), стал первым его биографом. Собрал уникальную коллекцию рукописных материалов поэтов Серебряного века, которая была передана в Пушкинский дом семьёй Лукницкого в 1997 году.
В 1925—1929 годах был в поездках по Крыму, Кавказу и Туркмении. С 1930 г. участвовал во многих экспедициях по Памиру; этот район и стал с тех пор темой его творчества. В одной из экспедиций открыл несколько пиков, в том числе пик Маяковского. После смерти Павла Николаевича один из пиков на Памире был назван в его честь. В 1930 году Г. Л. Юдин, А. В. Хабаков и Павел Лукницкий открыли Ляджвардаринское лазуритовое месторождение.
Член СП СССР с 1934 года. Во время Великой Отечественной войны был корреспондентом ТАСС на Ленинградском фронте, с осени 1944 г. — на 2-м и 3-м Украинских фронтах. Капитан интендантской службы. Участвовал в боях, корреспондентом на фронте 23-й Армии под Сестрорецком, дважды контужен.
В Ленинграде жил на проспекте Щорса, позже — на канале Грибоедова, дом № 9.
После войны жил в Москве, но долгое время ежегодно уезжал в Среднюю Азию. С 1958 года — член ревизионной комиссии СП РСФСР. Заслуженный работник культуры Таджикской ССР (1970).
Послужил прототипом персонажа Миши Котикова из романа К. Вагинова «Козлиная песнь».
Награждён орденом «Красной Звезды» (1945) и медалью «За оборону Ленинграда».
Скончался в Москве. Похоронен в Санкт-Петербурге на Серафимовском кладбище (6 уч.).

## Семья
Жена — Вера Константиновна (1927−2007), познакомились в поезде.
- Сын — Сергей Павлович Лукницкий (1954—2008)

В 2011 году на телеканале Культура снят документальный фильм «Завещание» (ООО «Пигмалион Пикчерс») о семье Лукницких, посвятивших свою жизнь собиранию и хранению уникального архива Николая Гумилёва и реабилитации расстрелянного поэта.

## Творчество
У века нашего — звезда другая,

Под ней пожары, колдовство и кровь.

И прячется, как девушка нагая,

От наглых взглядов хрупкая любовь.
Главное произведение последних лет жизни Лукницкого — трёхтомник «Ленинград действует», вобравший огромный фактический материал. Писатель здесь ограничивается тем, чему он сам был свидетелем, избегая обобщений.
Лукницкий пишет довольно размашисто; его проза благодаря своей непосредственности производит довольно сильное впечатление.
По роману «Ниссо» созданы оперы Д. Ганева и С. Баласаняна («Бахтиор и Ниссо», 1954).
По сценарию П. Лукницкого на киностудии «Таджикфильм» в 1965 г. Марат Арипов снял художественный фильм «Ниссо». Прототипом героини романа стала Озода-Ханым Ташмухамедова.

## Сочинения
- Волчец. Стихи, 1927.
- Мойра, М., 1930.
- Переход. Стихи, 1931.
- У подножия смерти, 1931.
- Памир без легенд, 1932.
- Всадники и пешеходы, Л., 1933; М., 1935 (очерки о Памире).
- Земля молодости, 1936, 1938 (роман).
- Дивана. Повесть. 1936
- Вокруг одного дня. Рассказы. 1938.
- Солнце все выше, Л., 1939 (сборник).
- Застава Двуречье. 1940
- В лесах Карелии. Рассказы и очерки об Отечественной войне, 1942.
- Ниссо, 1946, др. изд. — 1949, 1952, 1956, 1959, 1962, 1963 (роман).
- Таджикистан, 1951. 2-е изд. 1957
- Лукницкий П. Н. Путешествия по Памиру. — М.: Молодая гвардия, 1955. — 502 с. — 90 000 экз.
- В мои молодые годы. Сталинабад, 1955
- За синим камнем. М., 1955
- Время за нас, Сталинабад.1960 (сборник). 2-е изд. Душанбе, 1963.
- Ленинград действует… Фронтовой дневник. В 3-х кн., 1961-68, 2-е изд. — М., Советский писатель, 1971; 3-е изд. М., 1976
- Ниссо. Душанбе, 1966, 1967
- Делегат грядущего. Роман и рассказы, М., 1970.
- Избранное. 1971
- В горах и в сердцах людей. Душанбе, 1971
- По дымному следу. Очерки и главы из фронтового дневника М.: ДОСААФ, 1973.
- Венгерский дневник (ноябрь 1944—апрель 1945), М., 1973.
- Земля молодости. Безумец Марод-Али. Роман, повесть, рассказы, 1984.
- Свет земли, 1988.
- Сквозь всю блокаду, 1964; Л.: Лениздат, 1988.
- [Лукницкая В.] Николай Гумилев: жизнь поэта по материалам домашнего архива семьи Лукницких. Л., 1990.
- Acumiana. Встречи с Анной Ахматовой, 1924-25 г, Том 1, Paris, 1991; 1926-27 г, Том 2, Москва, 1997.
- Н. Гумилёв и А. Ахматова по материалам историко-литературной коллекции П. Лукницкого. СПб, 2005.
- Труды и дни Н. С. Гумилёва. СПб, 2010.

## Экранизации
Роман «Ниссо» был дважды экранизирован:
- 1965 — художественный фильм «Ниссо»
- 1979 — 3-серийный телефильм «Юности первое утро»